# Intaz Shah
Intaz Shah est un ancien arbitre fidjien de football des années 1990.

## Carrière
Il a officié dans des compétitions majeures : 
- Coupe d'Océanie de football 1996 (2 matchs dont la finale retour)
- Coupe du monde de football des moins de 20 ans 1997 (2 matchs)
- Coupe d'Océanie de football 1998 (1 match)